# Molybden(VI) fluoride
Molybden(VI) fluoride, hay molybden hexafluoride là một hợp chất vô cơ có thành phần chính gồm hai nguyên tố molybden và flo, với công thức hóa học MoF6. Đây là hợp chất fluoride cao nhất của molybden, tồn tại dưới dạng một chất rắn không màu, tan chảy ngay dưới nhiệt độ phòng. Nó bị phân hủy khi gặp nước. Đây là một trong mười bảy hợp chất hexafluoride nhị phân được biết đến.

## Tổng hợp
Molybden(VI) fluoride được tạo ra bởi phản ứng trực tiếp của kim loại molybden trong một lượng lớn khí fluoride, được miêu tả bởi phương trình:
Mo + 3F2 → MoF6
Các tạp chất điển hình là MoO2F2 và MoOF4.

## Các ứng dụng
Molybden(VI) fluoride có rất ít tác dụng. Trong ngành công nghiệp hạt nhân, MoF6 tồn tại như một tạp chất trong urani(VI) fluoride vì molybden là một sản phẩm phân hạch của urani. Nó cũng là một tạp chất trong wolfram(VI) fluoride, được sử dụng trong ngành công nghiệp bán dẫn. MoF6 có thể được loại bỏ bằng cách khử hỗn hợp WF6–MoF6 với bất kỳ một số nguyên tố kể cả molybden ở nhiệt độ tăng cao vừa phải.